# Bahnhofstrasse
La Bahnhofstrasse (en français rue de la Gare) est une rue à Zurich, en Suisse.
Elle est réputée comme étant l'une des rues les plus chères d'Europe et est jalonnée tout au long de ses 1,4 km de magasins et boutiques luxueuses. La rue part du lac de Zurich au Bürkliplatz et finit à la gare centrale de Zurich (Bahnhofplatz) en contournant la vieille-ville sur la rive gauche de la Limmat. Elle est coupée par la Paradeplatz qui est connue comme centre bancaire suisse. La rue est en grande partie aménagée en zone piétonne, néanmoins un tram circule sur toute la longueur.
Au XIXe siècle cet endroit était sur le tracé d'un fossé, le Fröschengraben, faisant partie du système de défense de la ville. Vers 1864 les fortifications ont été démolies pour laisser place à cette nouvelle rue et à de nouvelles constructions.

## Magasins de luxe
Plusieurs boutiques et grands magasins se trouvent sur cette rue. On peut notamment citer :
- Giorgio Armani
- Bally
- Bulgari
- Burberry
- Chanel
- Dior
- Gucci
- Hermès
- Prada
- Louis Vuitton
- Rolex
- Tiffany & Co.
- Trois Pommes
- Franz Carl Weber
- Beyer Chronometrie